# قطعنامه ۲۰۲۳ شورای امنیت
قطعنامه  ۲۰۲۳ شورای امنیت سازمان ملل متحد که در تاریخ ۰۵ دسامبر ۲۰۱۱ تصویب شد، سندی بین‌المللی دربارهٔ صلح و امنیت در آفریقا است. این قطعنامه طی نشست ۶۶۷۴ام با ۱۳ رای موافق، ۲ و ۰ ممتنع تصویب شد.